# مانويل جوميث مورينو
مانويل جوميث مورينو مارتينث (بالإسبانية: Manuel Gómez-Moreno)‏ عالم آثار ومؤرخ إسباني وُلد في غرناطة في 21 فبراير عام 1870. توفي في مدريد في 7 يونيو عام 1970.